# Ourskiljbara partiklar

När ourskiljbara partiklar kommer närmare varandra än deras de Broglie-våglängd, kan man inte skilja mellan de två till höger ritade banorna.

Antalet tillstånd är lägre för ourskiljbara partiklar än för klassiska partiklar.

Ourskiljbara partiklar eller identiska partiklar är i kvantmekaniken partiklar som inte kan urskiljas, inte ens i princip. Så har till exempel alla elektroner exakt samma massa, samma laddning och samma totala spinn. Alla elektroner med samma spinn är identiska, likaså alla protoner, alla 4He-atomer i grundtillståndet, och så vidare.
Även identiska partiklar kan man mäta och följa när de är på tillräckligt stort avstånd ifrån varandra. När dock avståndet blir mindre än de Broglie-våglängden blir det, enligt Heisenbergs obestämbarhetsprincip, omöjligt att bestämma både hastighet och position med tillräcklig noggrannhet för att hålla reda på partiklarna. Det går inte att skilja mellan till exempel de två banorna i skissen till höger. Det är till och med meningslöst att fråga vad som hände.
Ourskiljbarheten påverkar hur man räknar antalet möjliga tillstånd för ett system. Ourskiljbara partiklar vid höga densiteter följer därför inte statistisk mekanik enligt klassisk mekanik. Istället följer dessa partiklar Bose–Einstein-statistik om de är bosoner och Fermi–Dirac-statistik om de är fermioner.

## Symmetriska och antisymmetriska vågfunktioner
I en beskrivning av ett kvantmekaniskt system med två identiska partiklar, ska inte valet av indexordning (vilken partikel som kallas 1 och vilken som kallas 2) påverka mätningar. Vad som är mätbart beror på beloppet av vågfunktionen i kvadrat. Det ger att utbytesoperatorn kan ha två egenvärden, +1 och -1:
{\displaystyle \Psi _{1,2}^{2}=\Psi _{2,1}^{2}\Leftrightarrow \Psi _{1,2}=\pm \Psi _{2,1}.}
Vågfunktionen måste alltså vara symmetrisk eller antisymmetrisk under utbyte av index. Vågfunktionen för två identiska partiklar kan man skriva som produkt av en-partikelfunktioner:
{\displaystyle \Psi _{1,2}={\frac {\psi _{1}\psi _{2}\ \pm \ \psi _{2}\psi _{1}}{\sqrt {2}}}.}
Minustecknet gäller för fermioner (partiklar med halvtaligt spinn), plustecknet gäller för bosoner (partiklar med heltaligt spinn). Sambandet med partikelns rörelsemängdsmoment kommer av att ett utbyte av koordinater kan beskrivas som en rotation över 180°.

## Paulis uteslutningsprincip
För fermioner gäller
{\displaystyle \Psi _{1,2}=-\Psi _{2,1}\ .}
Detta har som konsekvens att vågfunktionen måste vara lika med noll om alla kvanttal för två partiklar är lika. Inom atomfysik är det särskilt viktigt för elektroner, som är fermioner med spinn ½. Deras spinnkvanttal kan anta två värden, ±½, "spinn-upp" och "spinn-ner", så att varje atomorbital kan innehålla två elektroner, men inte fler.